# Tecoma stans

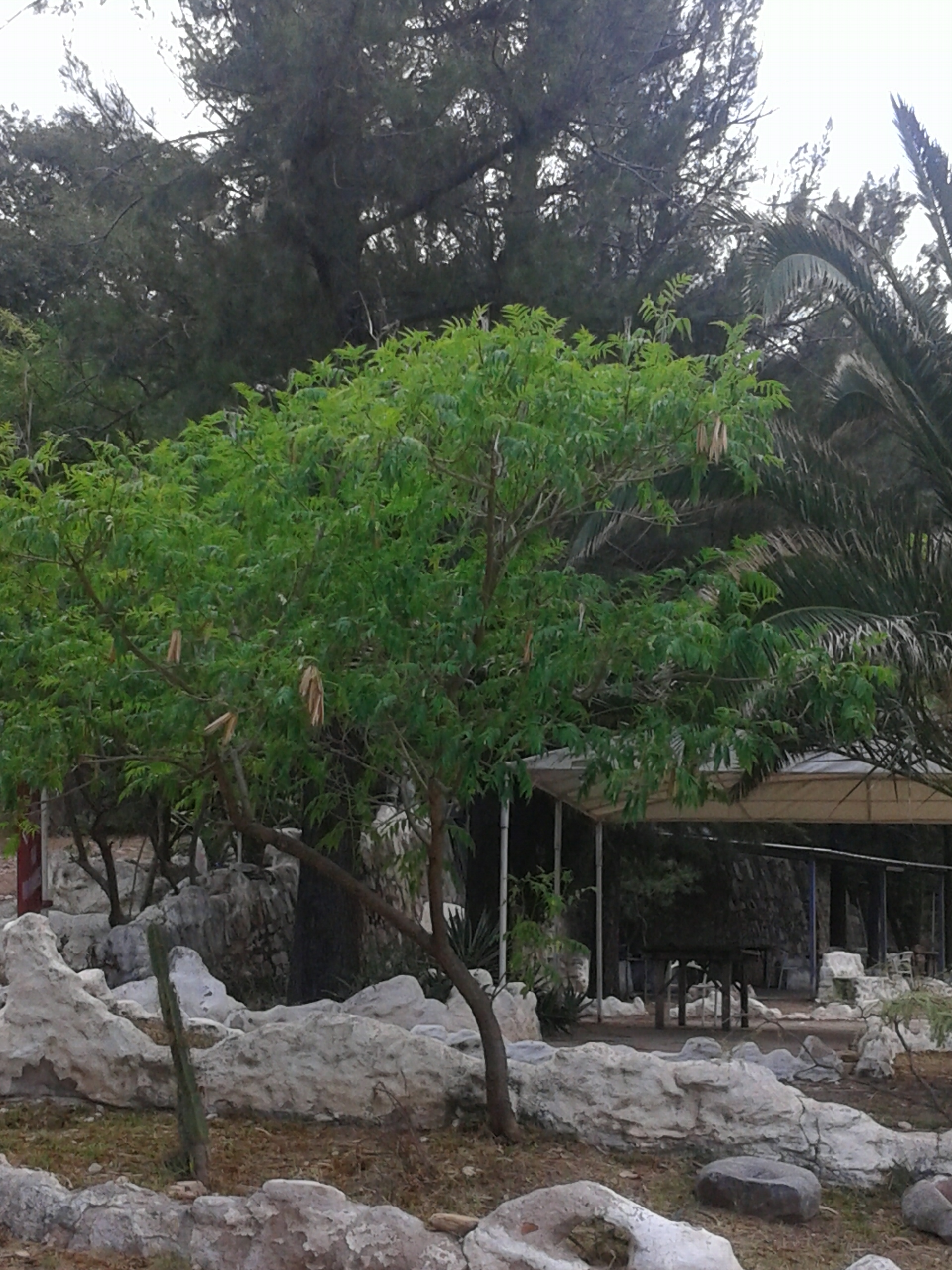
Tecoma stans en el embalse Cabra Corral en el norte de Argentina.

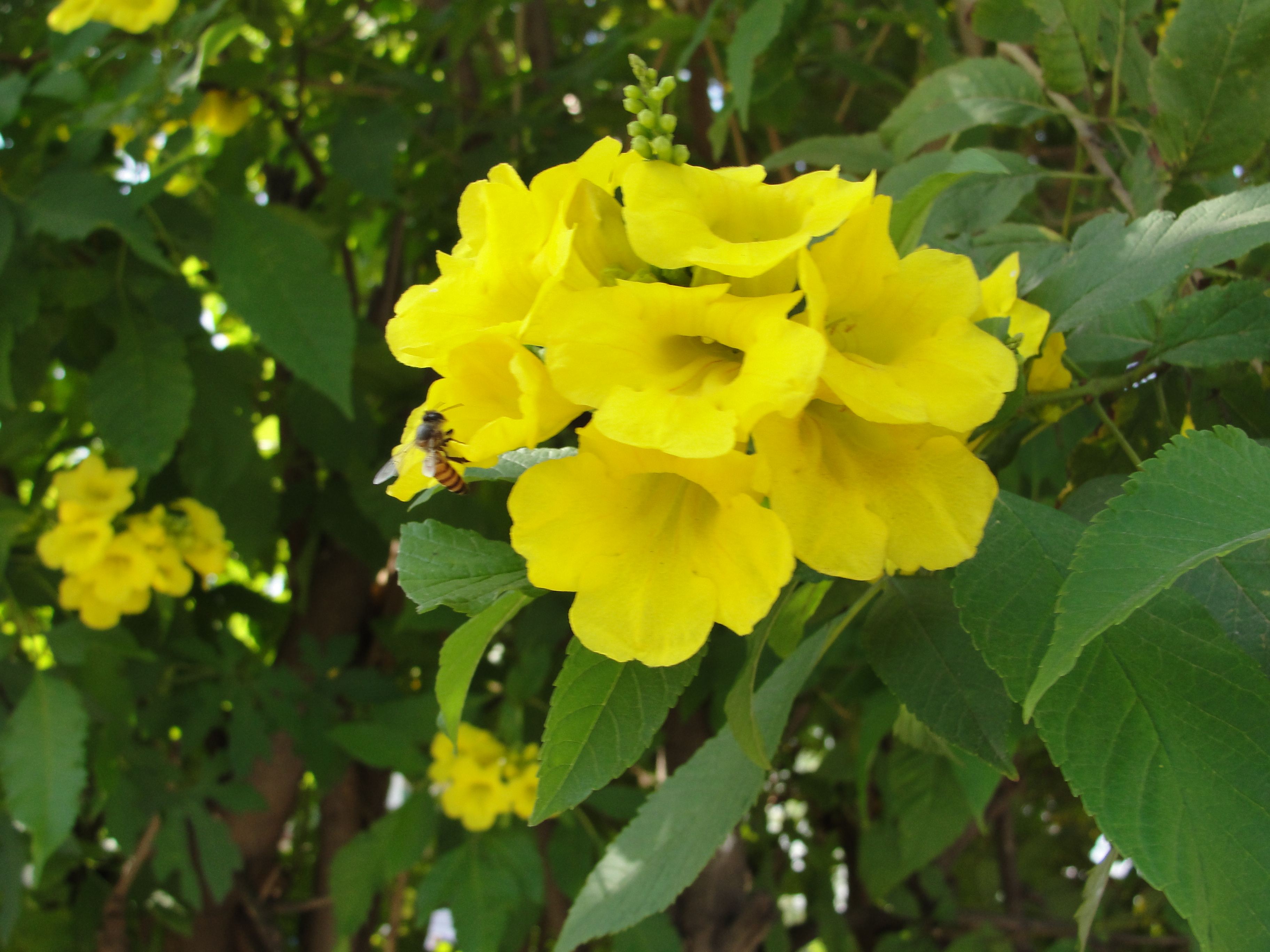
Flores

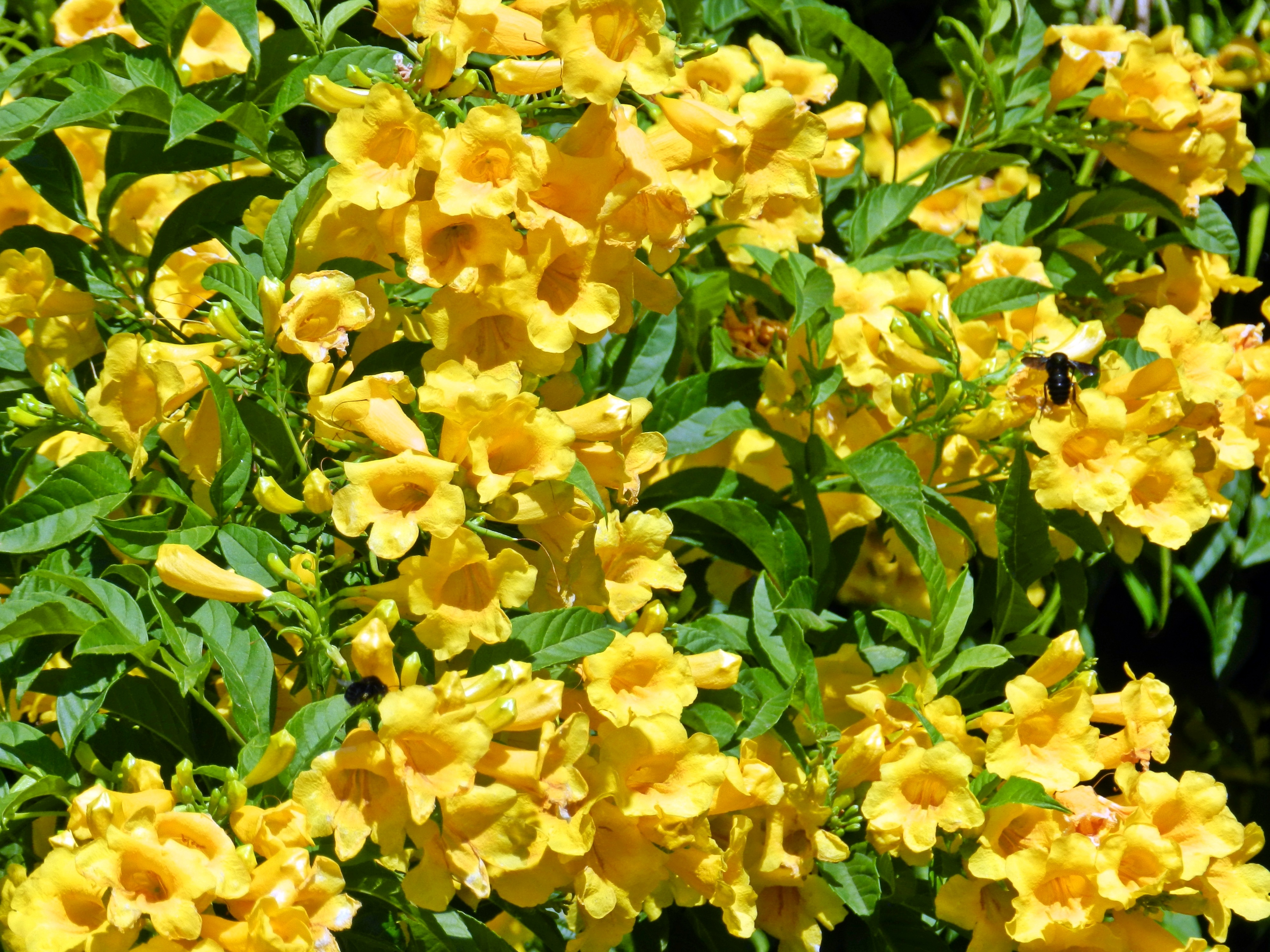
Guarán amarillo florecido en Rosario, Argentina

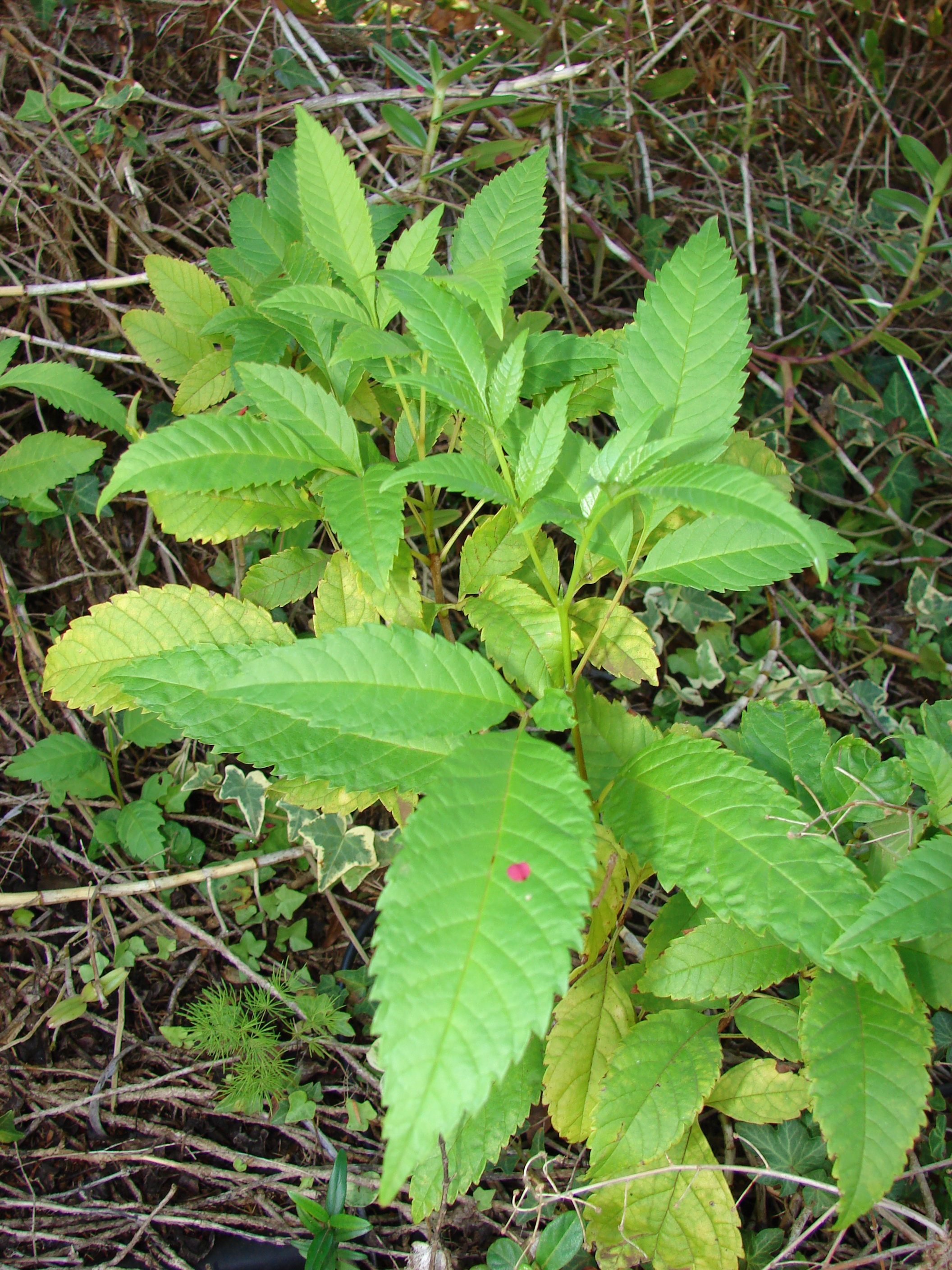
Hojas

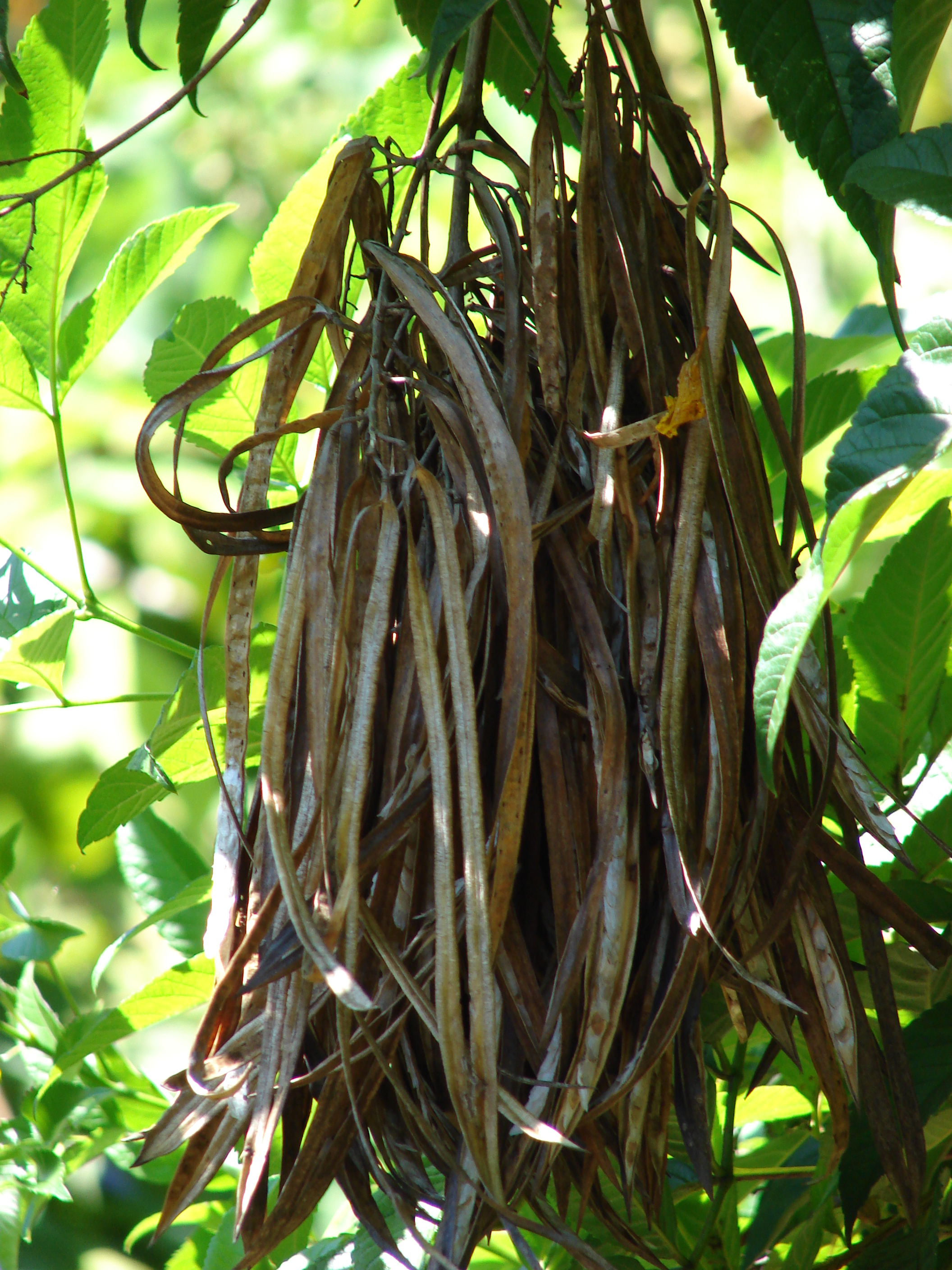
Frutos

El tronador, huaranhuay, tronadora o timboque (Tecoma stans) es un arbusto o árbol de la familia de las bignoniáceas, nativo del continente Americano. Se encuentra en gran variedad de Ambientes y en casi todos los continentes. Se cultiva como planta ornamental por sus vistosas flores amarillas. Tiene gran variedad de usos y más de 50 componentes químicos.

## Descripción
Es un arbusto o árbol pequeño, perenne, hermafrodita, de madera dura y hojas compuestas y opuestas, de borde serrado. El fruto es alargado (7-21 cm) de color verde-marrón. La principal característica es la flor, una corola tubular-campanuda (3-5 cm) y color amarillo vivo.
Las ramas, y también el tronco, se desgarran longitudinalmente con mucha facilidad, provocando su caída. Esto lo hace un árbol poco seguro, especialmente para espacios donde juegan niños, o en lugares de estacionamiento para vehículos. Es común ver ramas secas colgando del árbol, y también ramas que se han desgarrado y siguen viviendo. En este último caso, la rama forma una ese poco marcada.

## Distribución geográfica
Tecoma stans es nativa de América. Se extiende desde el sur de Estados Unidos por México, Centroamérica y las Antillas hasta el norte de Venezuela, y por la cordillera de los Andes hasta el norte de la Argentina. Fue introducida en el sur de África y en Hawaii.
Prospera en una gran variedad de ecosistemas, desde bosques templados de altura y bosques tropicales caducifolios y perennifolios, hasta el matorral xerófilo y el litoral intertropical. Se cultivan en numerosas partes del mundo por su bella floración, para adornar calles y jardines. Tiene potencial invasor y ocasionalmente se convierte en maleza. Rápidamente coloniza campos disturbados, rocosos, arenosos y aclareados.

## Taxonomía
Tecoma stans fue descrita en 1819 por (L.) Juss. ex Kunth en Nova Genera et Species Plantarum 3, p. 144.

### Etimología
Tecoma: del náhuatl tecomaxōchitl, aplicado en el México prehispánico a las plantas con flores tubulares
stans: epíteto latino que significa "erecto"

### Variedades aceptadas
- Tecoma stans var. sambucifolia (Kunth) J.R.I.Wood
- Tecoma stans var. velutina DC.

### Sinonimia
- Bignonia stans L. (basónimo)[6]
- Stenolobium stans (L.) Seem.
- Tecoma stans var. angustatum Rehder
- Bignonia frutescens Mill. ex A.DC.
- Bignonia incisa hort. ex A.DC.
- Gelseminum mollis (Kunth) Kunth
- Gelseminum stans (L.) Kuntze
- Stenolobium incisum Rose & Standl.
- Stenolobium quinquejugum Loes.
- Stenolobium stans var. apiifolium (hort. ex A.DC.) Seem.
- Stenolobium stans var. multijugum R.E.Fr.
- Stenolobium stans var. pinnatum Seem.
- Stenolobium tronadora Loes.
- Tecoma incisa Sweet
- Tecoma molle Kunth
- Tecoma stans var. apiifolia hort. ex A.DC.
- Bignonia sorbifolia Salisb.
- Bignonia tecoma Wehmer
- Bignonia tecomoides DC.
- Stenolobium tronadora Loes.
- Tecoma tronadora (Loes.) I.M.Johnst.
- Tecoma velutina Lindl.[7]

## Usos
La madera es usada en la arquitectura rústica tipo bahareque, para la construcción de muebles y canoas, o bien como leña o carbón vegetal.
Es una planta medicinal usada contra la diabetes y contra las enfermedades del sistema digestivo, entre otros usos.

## Nombres comunes
Al contar con una distribución geográfica tan extensa, sus nombres comunes son muy variados también. Entre ellos se encuentran: guarán amarillo (Argentina), árbol canario/toco toco, guaranguay, lluvia de oro (Bolivia), chicalá y quillotocto (Colombia), vainillo (Costa Rica), sauco amarillo (Cuba y Puerto Rico), cholán (Ecuador), Chilco (Honduras), San Andrés (El Salvador), chacté y San Andrés (Guatemala), tolosuche, tronadora o árbol de San Pedro (México), sardinillo (Nicaragua), copete (Panamá)  huaranhuay (Perú) y lapachito (Paraguay).
También nixtamaxochitl (México) y carhuagero (Perú).